# Leo Kenter
Leo Kenter (Wervershoof, 12 december 1958) is een Nederlandse muzikant-schrijver. Tot 1995 was hij drummer bij de Tröckener Kecks, waarvoor hij samen met Rick de Leeuw de meeste teksten schreef. Ook schreef Kenter teksten voor anderen, onder wie Jan Rot.
In 2001 verscheen zijn roman De Kameleons (met cd-single). Deze roman gaat over de groei van een onbekende band naar een succesvolle band. Velen zullen hierin de Kecks herkennen. Het verhaal is dus autobiografisch, maar waarschijnlijk om problemen te voorkomen, zijn de namen van de personages aangepast. Daarnaast schrijft Kenter voor tijdschriften. Met enige regelmaat treedt Kenter op op literatuur- en poëziefestivals.
- Digitale Bibliotheek voor de Nederlandse Letteren: kent002
- International Standard Name Identifier: 0000 0000 4793 9921
- Library of Congress Control Number: n2002037538
- MusicBrainz: 53592fac-d530-446e-8cf5-b20b5e7023cf
- Nederlandse Thesaurus van Auteursnamen: 216798183
- Virtual International Authority File: 6751924
- WorldCat: E39PBJjCRxbHcxBkh4RX6WCYT3